# RK Vardar
Il RK Vardar è una squadra di pallamano macedone con sede nella città di Skopje.

## Storia
La sezione pallamanistica del Vardar è stata fondata nel 1961. L'omonima polisportiva risale invece al 1947. Nella seconda parte degli anni '90 il Vardar si prende la scena nel campionato nazionale dopo l'indipendenza della Macedonia. Ha partecipato a sei edizioni della EHF Champions League vincendola nel 2016-2017 2018-2019. Partecipa alla SEHA League e nel 2012 è la prima squadra a vincere la competizione riservata alle squadre dei paesi balcanici.

## Palmares

### Competizioni nazionali
- Campionato macedone: 15

1998–99, 2000–01, 2001–02, 2002–03, 2003–04, 2006–07, 2008–09, 2012–13, 2014–15, 2015–16, 2016-17, 2017-18, 2018-19, 2020-21, 2021-22
- Coppa di Macedonia del Nord: 16

1997, 2000, 2001, 2003, 2004, 2007, 2008, 2012, 2014, 2015, 2016, 2017, 2018, 2021, 2022, 2023
- Supercoppa di Macedonia del Nord: 4

2017, 2018, 2019, 2023

### Competizioni internazionali
- EHF Champions League: 2

2016–17, 2018–19
- SEHA League: 5

2011–12, 2013–14, 2016–17, 2017-18, 2018-19

## Rosa 2025-2026
| N° | Naz.                          | Ruolo | Sportivo               | Anno |  |  |
| -- | ----------------------------- | ----- | ---------------------- | ---- |  |  |
| 1  | Macedonia del Nord (bandiera) | P     | Marko Bogdanovski      | 2001 |  |  |
| 2  | Macedonia del Nord (bandiera) | A     | Mario Stojanovski      | 2004 |  |  |
| 4  | Argentina (bandiera)          | T     | Nicolás Bono           | 1997 |  |  |
| 7  | Macedonia del Nord (bandiera) | PV    | Kristijan Anastasovski | 1997 |  |  |
| 9  | Macedonia del Nord (bandiera) | A     | Goce Georgievski       | 1987 |  |  |
| 12 | Portogallo (bandiera)         | P     | Miguel Espinha         | 1993 |  |  |
| 14 | Macedonia del Nord (bandiera) | T     | Mario Tankovski        | 1998 |  |  |
| 15 | Polonia (bandiera)            | PV    | Wiktor Jankowski       | 2001 |  |  |
| 17 | Macedonia del Nord (bandiera) | T     | Kristijan Stamenkovikj | 2005 |  |  |
| 18 | Macedonia del Nord (bandiera) | PV    | Milan Lazarevski       | 1997 |  |  |
| 21 | Polonia (bandiera)            | T     | Marek Marciniak        | 1995 |  |  |
| 24 | Ucraina (bandiera)            | T     | Dmytro Horiha          | 1997 |  |  |
| 25 | Polonia (bandiera)            | P     | Miłosz Wałach          | 2001 |  |  |
| 26 | Slovenia (bandiera)           | T     | Jaka Malus             | 1996 |  |  |
| 28 | Macedonia del Nord (bandiera) | T     | Filip Taleski          | 1996 |  |  |
| 34 | Serbia (bandiera)             | T     | Uroš Mitrović          | 2004 |  |  |
| 41 | Giappone (bandiera)           | T     | Haruki Kawada          | 2002 |  |  |
| 70 | Portogallo (bandiera)         | A     | Miguel Pinto           | 1992 |  |  |
| 75 | Francia (bandiera)            | A     | Mahamadou Keïta        | 1999 |  |  |
| 77 | Macedonia del Nord (bandiera) | A     | Alen Kjosevski         | 2001 |  |  |
| 87 | Montenegro (bandiera)         | T     | Vuko Borozan           | 1994 |  |  |
| 99 | Macedonia del Nord (bandiera) | P     | Vasil Gogov            | 2000 |  |  |